# Щемиловка (Санкт-Петербург)
Щеми́ловка (Фарфо́ровская коло́ния) — исторический район на юго-востоке Санкт-Петербурга, на левом берегу Невы (округ Ивановский). Располагается между Фарфоровской улицей, проспектом Обуховской Обороны, Леснозаводской улицей, улицей Бабушкина, бульваром Красных Зорь и Московской линией железной дороги.
Деревня Щемиловка южнее села Фарфорового появилась в XIX веке. Она получила своё название по реке Щемиловке (ныне не существует). Происхождение гидронима топонимистам установить не удалось, хотя существуют версии о защемленном участке земли оврагом и(или) улицами.
В XIX — начале XX века Щемиловка была рабочей окраиной, на территории которой размещались карьер для добычи песка и почвы (в настоящее время известен как Ивановский карьер) и общежития рабочих Императорского фарфорового завода, отсюда пошло другое название местности — Фарфо́ровская коло́ния.
В конце 1920-х — начале 1930-х годов в районе был построен Щемиловский жилмассив. Реконструкция и массовая застройка района завершена в 1950-х годах, когда была создана Ивановская улица (часть Центральной дуговой магистрали).

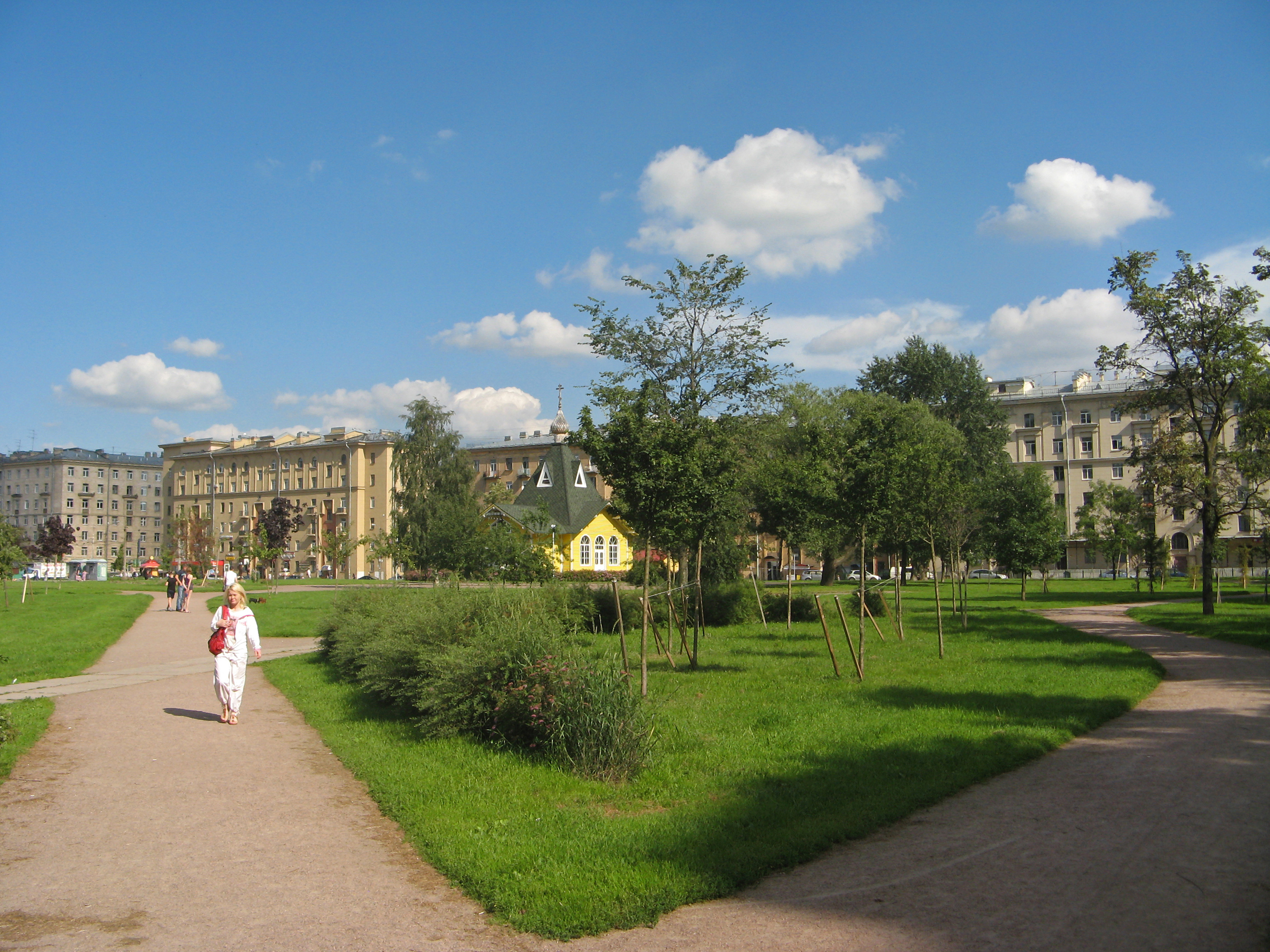
Ломоносовский сад на месте нового Фарфоровского кладбища

«Новое» Фарфоровское кладбище с заброшенной церковью существовало ещё до 1960-х годов, когда началось строительство станции метро «Ломоносовская». В здании церкви Сошествия Святого Духа, закрытой в 1938 году, в годы Великой Отечественной войны устроили морг, куда привозили умерших во время блокады. Из этого морга трупы развозили на захоронение в разные места. Позже здание церкви использовалось для разных мелких производств.
Здание бывшего кинотеатра «Спутник» и часть виадука с трамвайными путями на повороте с проспекта Обуховской Обороны на Володарский мост стоят на месте старого кладбища. На месте «нового» кладбища после строительства станции метро «Ломоносовская» устроили сквер.
В 1940 году улицу Большую Щемиловку переименовали в Фарфоровскую, а Малую Щемиловку — в улицу Полярников. Таким образом память о Щемиловке сейчас ничто не увековечивает.
На территории Фарфоровской колонии находится сад «Куракина Дача».